# Национални парк Биоградска гора
Национални парк Биоградска гора основан је 1952. године. Смештен је у простору североисточне Црне Горе, између река Таре и Лима, у средишњем делу планине Бјеласице. Захвата површину од 5.650 хектара. Подручје је заштићено још 1878. године, када је ова територија постала Књажев забран.
Пејзаж је изузетно питом, са доминантном зеленом бојом услед пространстава јединствених шумских екосистема, које смењују живописни крајолици са ливадском вегетацијом. Омеђен планинским висовима, испресецан потоцима и увалама, украшен прелепим језерима, окићен вековним шумама и питомим ливадама, представља величанствен дар природе. Глацијални облици рељефа као што су врхови високи и преко 2.000 метара (врх Црна глава - 2.139 м) и глечерски валови и циркови, са више глечерских језера, чине овај предео непоновљивим.
Најзначајнија природна вредност овог националног парка је прашума Биоградска гора, која заузима површину од 1.600 хектара, једна је од три последње прашуме те врсте у Европи. Има карактер строго заштићеног резервата. У срцу прашуме налази се Биоградско језеро, највеће и најпознатије у низу ледничких језера на подручју националног парка. Знаменитости прашумског резервата, остале природне вредности и пејзажне лепоте националног парка кандидују ово подручје за укључење у Светску природну баштину и међународни еколошки програм Човек и биосфера.
Историја је на овим просторима оставила дубоке трагове. Културно-историјска наслеђа националног парка чине археолошки локалитети, сакрални споменици, народно градитељство. Бројни аутохтони објекти народне архитектуре у селима и катунима, куће, брвнаре, куле, воденице расути су по ободу прашумског резервата планине Бјеласице.

## Локација
Национални парк Биоградска гора налази се у североисточном делу Црне Горе, између река Таре и Лима, у средишњем делу планине Бјеласице.
Улаз у Парк налази се у непосредној близини магистралног пута Подгорица-Београд (E-763), који пролази кроз Колашин, Мојковац и Бијело Поље. Улаз у Биоградску Гору налази се између Мојковца и Колашина. Од Мојковца је удаљен 12.7 км, а од Колашина 23.1 км. Од магистрале до језера води обележено скретање, удаљено пар километара од инфо центра. До Берана и Андријевице води такође добар регионални пут. Пејзаж дуж магистралног пута је посебно живописан дуж Кањона Мораче између Подгорице и Колашина, познат као Платије.
До Колашина, Мојковца и Бијелог Поља може се доћи и возом, пругом Београд–Бар. Током зиме до Колашина саобраћа и посебан ски-воз из Бара и Подгорице.
Најближи аеродром је у Аеродром Подгорица, 70 км удаљен од Колашина.

## Историја
| Постоје бројне анегдоте, које причају локални хроничари, које говоре о томе како је књаз Никола чувао Биоградску гору. |
| Једна од њих говори о томе како је један од колашинских угледних људи, задужен за бригу о Биоградској гори, питао да ли може да покоси ливаде на тој територији, а сено користи како би током зиме обезбедио храну за стоку на Бјеласици. Књаз му је, наводно, тада одговорио да не би било лепо да неко ко чува такво природно богатство истовремено има материјалне користи од њега. Према другој причи, због крађе рибе из Биоградског језера ловокрадице су биле сурово кажњаване, а у неколико случајева падале су и главе. |

Још у 17. веку турска војска је на простору у близини Биоградског језера подигла своје утврђење, како би надзирала каравански правац Подгорица – Бијело Поље.
Године 1878. црногорски краљ Никола добио је у посед поседе око Биоградског језераБиоградског језера. Постоје две верзије приче како је до тога дошло. Према једној, Ровчани и Морачани су се договорили да књазу Николи поклоне своје поседе око језера, а књаз је тај простор прогласио заштићеним подручјем. Према другој верзији, племенски главари нису се својевољно одрекли своје имовине, већ је књаз, одушевљен лепотом прашуме и језера, наредио да се тај простор чува и да се не користи у приватне сврхе. Било шта од тога да је тачно, не може се оспорити чињеница да је тадашњи црногорски владар имао еколошку визију и добро проценио која богатства државе треба заштитити и сачувати.

## Основне одлике подручја
Национални парк Биоградска гора налази се у централном делу планинског масива Бјеласице, између река Таре и Лима. Пејзаж овог простора је сачињен од шума, ливада, водених површина, планинских вриштина и рудина. У самом средишту Биоградске горе налази се Биоградско језеро, највеће од неколико ледничких језера која красе ово подручје. Биоградска гора, заједно са прашумама Перућица у Босни и Херцеговини и Бјеловешком прашумом у Пољској, представља једну од последњих прашума Европе, а самим тим припада категорији националних паркова европског типа.

## Заштита подручја
Исте године када је добио земљиште у посед, књаз Никола законом је заштитио Биоградску гору, уочивши већ тада непроцењиву вредност овог подручја, што се десило само шест година пошто је проглашен први национални парк у свету, Национални парк Јелоустон у Сједињеним Америчким Државама. Те године исти статус су добила још три подручја у околини Никшића. Забранио је сечу стабала на том подручју што је омогућило да се сачува једна од посљедњих примарних прашума у Европи. Овај простор био је познат као „Књажев забран” или „Браник”. Ово је био први званични чин заштите природног амбијента у Европи, што је историјски податак који се може читати и као антиципација концепта Црне Горе као еколошке државе. Чињеница да је у то време и на тај начин дефинисан статус заштите представља својеврсно социо-културолошко достигнуће.

### Статус Националног парка
Статус националног парка Биоградска гора добила је 1952. године, истовремено када и НП Ловћен и НП Дурмитор
Године 2018. Црна Гора је прославила 140 година заштите подручја Биоградске горе. Јавно предузеће Национални паркови Црне Горе је основано са циљем заштите, унапређења и промоције природних и радом створених вредности у парковима. Како би се Национални парк Биоградска гора, односно букова шума овог подручја, нашао на УНЕСКО-вој листи, 2018. године је, уз помоћ амбасадорке Црне Горе у Паризу, комитету предата Тентативна листа (листа потенцијалних добара) за Национални парк Биоградска гора. Биоградска гора је и 2010. године уписана на ову листу. УНЕСКО-ва заштита ове шуме би омогућила прикључење мултинационалној номинацији букових прашума и изворних шума Карпата и осталих регија Европе. Национални парк Биоградска гора је озбиљан кандидат да буде уврштен на листу еколошке мреже Натура 2000.
Влада Црне Горе, у сарадњи са домаћом и међународном академском заједницом, ради на оптималном техничком и еколошки прихватљивом решењу за заштиту Биоградског језера као једног од највећих и најлепших црногорских језера, а које је као и већина ледничких језера у Европи, потенцијално угрожено.
Биоградска гора је велики туристички потенцијал Црне Горе. Ипак, као привредни субјект она никада није пословала на принципу сопствених прихода, пре свега због тога што је приоритетан циљ увек био очување овог јединственог прашумског резервата. Настојања су да број посјетилаца буде у другом плану, а да се акценат стави на научно истраживачки рад и заштиту подручја.
Ради заштите прашумског резервата Законом о националним парковима из 1978. године забрањен је лов дивљачи и сеча шума, као и све друге активности које би утицале на уништавање природног резервата Биоградске горе. У Националном парку Биоградска гора најстроже је забрањена сеча шуме, уклањање палих трупаца, као и садња. Све је препуштено законима природе. Како би се Парк што боље очувао, утврђена су три степена односно зоне заштите:
- Прва зона заштите захвата прашумски резерват и у њему је забрањена било која активност која би нарушила природу Националног парка.
- Други степен заштите подразумева заштиту флоре, фауне, воде и земљишта, али је дозвољена испаша стоке, како би се одржавала пашњачка вегетација.
- У трећој зони заштите дозвољена је производња здраве хране, пчеларство, лов и риболов, као и брање и сакупљање лековитог биља.

Од новембра 2018. године у склопу Националног парка Биоградска Гора послује и Ботаничка башта у Колашину.

## Покушаји девастације Националног парка
О Забрану се строго водило рачуна све до 1918. године, када је Народна скупштина конфисковала имовину династије Петровић, а са њом и Књажев Забран. После овога наступа период занемаривања заштите овог подручја, односно до неконтролисане сече шума. Године 1935. љубитељи природе ангажовали су се код тадашњих власти за проглашење Забрана Националним парком, међутим и поред све оправданости за проглашење, до тога није дошло. После Другог светског рата, ради обнављања порушених кућа, поново долази до неконтролисане сече шума. Тек 1952. године, Биоградска гора бива проглашена Националним парком.
Научна заједница је у прошлости неколико пута извојевала значајне победе над онима који су хтели да остваре личну материјалну корист од тог простора. Традиција одбране овог прашумског резервата дуга је и успешна:
- Прва и највећа опасност по ово подручје јавила се 1934. године, када су амбициозни руководиоци, у то време привредног гиганта, фабрике намештаја „Шипад” намеравали да искориштавају столетну дрвну масу шума на овом подручју.
- Неколико година касније, Зетска банска управа поднела је Дирекцији шума из Скопља захтев за подизање објеката на Биоградском језеру. Захтев је одбијен.
- Године 1958. Савезна комисија за физичку културу СФРЈ урадила је пројекат за изградњу Зимског спортског центра на подручју садашњег националног парка. После дуже расправе експертска комисија за преглед пројекта, са академиком Вилотијем Блачићем на челу, подржана научним институцијама, угледним јавним и културним радницима и државним органима за заштиту природе, одбацила је пројекат у целини.
- Године 1965. Секретаријат за пољопривреду, водопривреду и шумарство наручио је Елаборат о могућностима коришћења Биоградске горе. И та идеја је осујећена, јер је у одбрану прашуме устала струка и наука из Европе и тадашње Југославије.[7]

## Географски подаци
Национални парк Захвата средишњи део планине Бјеласице. Захвата територије општина Колашин, Мојковац, Беране и Андријевица. Површина заштићеног подручја износи 5.650 hа, а површина прашумског резервата 1.600 hа. Надморска висина се креће од 832 мнв на Тари до 2.139 мнв на врху Црна Глава. Граница Парка почиње од реке Таре, иде преко Јарчеве стране, уздиже се до врха Црна глава и на крају се спушта према Лумерском потоку и реци Тари.

### Клима
Подручје које захвата Национални парк Биоградска гора налази се под утицајем умерено континенталне, јадранско медитеранске, субпланинске и планинске климе.

### Рељеф
Рељеф територије коју обухвата Национални парк карактеришу велика разуђеност и бројни облици који прате планински рељеф. Изграђен је од 4 гребена са највишим врховима: Црна глава (2.139 м), Зекова глава (2.117 м) и Троглава (2.072 м).

### Хидрографија
Хидрографију Националног парка чини:
- неколико глечерска језера, од којих су најзначајнија: Биоградско, Урсуловачко (велико и мало), Пешића, Шишко (велико и мало, 1.680 м.н.в[3]), Шеварине),
- две реке: Биоградска ријека и Језерштица
- стални и повремени потоци извори и карстна врела

### Биоградско језеро
Само језеро налази се у централном делу парка, на надморској висини од 1.094 м. Величина језера као и његова дубина зависи од водостаја. Максимална дубина износи 12,1 м, просечна површина око 230.000 м2, а запремина око 1.052.763 м3. Језеро пуне Биоградска ријека, дуга 8 км и поток Бендовац, а из њега вода отиче отоком Језерштица.

### Планина Бјеласица
Планина Бјеласица је једна од најлепших планина Црне Горе. Припада средишњем континенталном црногорском региону, смештена између река Лим, Равне Ријеке, Таре и Дрчке реке.
Бјеласица се граничи на истоку Морачким планинама (2.226 м), Сињајевином (2.203 м), Војником (1.997 м), Голијом (1.942 м), Магаником (2.318 метара), на северу Проклетијама (2694 м), Комовима (2.487 м), од којих је одваја превој Трешњевик, Кучком Крајином (2.184 м), на западу планином Хајлом (2.403 м), на северозападу планином Мокра (2.003 м), на југоистоку Дурмитором (2.523 м), Маглићем (2.388 м), планином Биоч (2.397 м), Волујком (2.336 м) и Љубусњом (2.238 м), са југа планинама u Србији Златаром (1.626 м) и Златибором (1.496 м) и са југозападне стране планинама у Србији, Копаоником (2.017 м), Голијом (1.833 м) Радочелом (1.643 м), Пештером (1.617 м) и Чемерном (1.579 м).
Масив планине Бјеласице, дуг и широк 30 км, има 10 врхова високих преко 2.000 метара. Геолошке одлике Бјеласице су вулканског порекла, са благо заобљеним облицима и широким пространством њених нежно валовитих пејсажа, који су очаравајући.

## Флора и фауна

### Флора
Иако је један од најмањих Националних паркова у Црној Гори, флора и фауна Биоградске Горе је изузетно разнолика. У парку живи 26 различитих биљних заједница, међу којима доминирају букове и буково-јелове заједнице. У овим заједницама расте око 2.000 различитих биљних врста, међу којима је 20% ендема Балканског полуострва. У Биоградској шуми расте 86 врста дрвећа и жбуња. Јединствена одлика парка је прашума Биоградска Гора у сливу Биоградске ријеке и Језерштице, која се простире на 16 км2 и ужива статус резервата природе. Препуштена је спонтаном развоју у појединим деловима потпуно је непроходна. Представља јединствен пример еволуције различитих шумских заједница. Поједина стабла у овој прашуми достижу висину до 40, па и 60 метара, а стара су око 400-500 година.
Планина Бјеласица представља јединствену биогеографску и еколошку целину, у којој се изворност природе, са изванредним генетским, специјским и екосистемским диверзитетом, сачувала до данашњих дана. Доминантни су шумски екосистеми, затим екосистеми горских мезофилних ливада ендемичне свезе Панчићион, ливада и пашњака, планинских вриштина, планинских рудина, пукотине стена, као и водени екосистеми са богатом алгофлором глацијалних језера.
Најчешће врсте дрвећа које расту око језера су европска буква (Fagus sylvatica), европска јела (Abies alba), европска смрча (Picea abies), обични јавор (Acer pseudoplatanus), горски јавор (Acer pseudoplatanus), бели јасен (Fraxinus excelsior), планински брест (Ulmus glabra) и сива јова (Alnus incana).

#### Ендемичне врсте
- муника (Pinus heldreichii)
- молика (Pinus peuce)
- планински јавор (Acer heldreichii)
- црногорски звончић (Edraianthus montenegrinus)
- црногорска петопрста (Potentilla montenegrina)
- динарски рожац
- велецветни рожац
- Лакушићев каранфил (Dianthus nitidus ssp. lakusicii)
- Панчићев одољен (Valeriana Pancicii)
- албански љиљан (Lilium albanicum)
- босанска перуника
- Сендтерова пушина (Silene sendtneri)
- сива бабина свила (Armeria canescens)
- сипарска хајдучка трава (Alhillea abrotanoides)
- језиколика хајдучка трава
- Панчићев млечац[6]

- Ендемичне врсте Биоградске горе
- црногорски звончић
- црногорска петопрста
- Лакушићев каранфил
- Панчићев одољен
- албански љиљан
- босанска перуника

### Фауна
Фаунистичко богаство Националног парка Биоградска гора условљено је сложеним историјским развојем и утицајем основних еколошких фактора:
географским положајем, орографским факторима, геолошко-хидролошким одликама, климатским факторим и антропогеним утицајем. На подручји Парка живи 200 врста птица, 10 врста сисара, 80 врста лептира и 350 врста инсеката.  Типични представници сисара су вук, медвед, лисица, срна, веверица и пух. У водама парка живи три врсте пастрмке. Колична падавина је овом подручју изузетно велика, што омогућава раст умерених прашума.
Основна одлика Бјеласице је висинска зоналност. Свака висинска зона, у садејству са геолошком подлогом, климом, вегетацијским покривачем и другим факторима има и специфичне животињске заједнице. Разликују се четири основна екосистема – биома:
- Екосистем реликтних листопадних шума јако мешовитог састава представља станишта распрострањена углавном у средњој висинској зони. Скоро све листопадне шуме Бјеласице спадају у овај биом. Карактеристичан је за медитеранске планине, а простире се и до унутрашњости континента, пратећи топле и заклоњене долине река и кањона.  На простору Бјеласице налази се на осунчаним падинама присојних страна речних долина и кањона. Овај екосистем се одликује специфичном фауном. Карактеристичне врсте су: медитеранска сеница (Parus lugubris), беловрата мухарица (Ficedula albicollis), Лилфордов детлић (Dendrocopos lilfordi) и пух орашар (Muscardinus avellanarius).
- Екосистем прашуме важан је као природна целина животињских и биљних врста и представља језгро Националног парка Биоградска гора. Најзначајнија је фауна птица, посебно шумских птица пјевачица: грмуше (Sylviidae), зебе (Fringillidae), сенице (Paridae), пузгавци (Tichodromidae), мишар (Buteo buteo), сиви соко (Falco peregrinus) и јастреб (Accipiter gentilis). Фауна сисара је мање бројна и атрактивна. Од крупне дивљачи могу се издвојити срна (Capreolus capreolus), јелен (Cervus elaphus), који је алохтона, односно унесена врста и дивља свиња (Sus scrofa). Од значаја је фауна ситних шумских глодара, који чине веома важну карику између вегетације, инсеката и грабљивица.
- Водени екосистем одликује се специфичношћу живог света, од којег већина врста настањује само ове животне заједнице на Бјеласици. Најзначајнији водени објекти су река Тара, Биоградско и остала ледничка језера на планини, као и неколико мањих водених токова. У њима се налазе типични водени организми, рибе и водени инсекти. Популација аутохтоне врсте је поточна пастрмка (Salmo trutta), која се налази у Тари и Биоградском језеру. У Биоградском језеру егзистирају још две аутохтоне врсте риба, гаовица (Rhodeus sericeus amarus), пеш (Cottus gobio), и две неаутохтоне врсте су златовчица (Salvelinus alpinus) и калифорнијска пастрмка (Oncorhynchus mykiss). Биоградско језеро је репродуктивни центар балканског ендемита грчке жабе (Rana graeca) и мрмољка (Ichthyosaura alpestris). Нека језера су порибљена неаутохтоним врстама које су смањиле или потпуно уништила аутохтоне. Водени инсекти (ларвених стадијума) представљају основну храну за рибе и учествују у ланцима исхране других животиња, какве су птице и сисари. Водене површине служе и као појилишта и места за одмор у периоду миграције птица.
- Високопланински екосистем чине станишта високих планина изнад горње шумске границе. То су групе карактеристичних екосистема као што су пашњаци, ливаде, камењари и литице. Оне су флористички интересантне, као последица леденог доба. У овом систему се налази више ретких и угрожених врста животиња, као и племените дивљачи. Литице и камените стрме стране планинских врхова станишта су најкрупнијих и најугроженијих птица грабљивица и лешинара као што су: Сури орао (Aquila chrysaetos), белоглави суп (Gyps fulvus), соко (Falco peregrinus), и ветрушке (Falco tinnunculus), а највиши планински врхови су станиште глацијалних врста птица: снежна зеба (Montifringilla nivalis), ушата шева (Eremophila alpestris) и планински попић (Prunella collaris), а становник литица је и ретка заштићена птица пузгавац (Tichodroma muraria). Високопланинска зона је и станиште дивокозе (Rupicapra rupicapra).[6]

- Ендемичне врсте Биоградске горе
- медитеранска сеница
- беловрата мухарица
- снежна зеба
- планински попић
- пузгавац
- ветрушка

## Туризам
Део туристичке понуде Националног парка чини шест ледничких језера, услед беспрекорне чистоте прозваних „Горске очи”. Поред природних лепота, на овом простору налазе се археолошки локалитети, сакрални споменици и некрополе. Посебно је карактеристично народно градитељство: катуни, савардаци, брвнаре, воденице. Веома сликовити и атрактивни су катуни Пешица рупе, Врањак, Сиска, Врагодо и др.
До језера води обележено скретање са магистрале, удаљено пар километара од инфо центра и сувенирнице. Центар за посетиоце налази се на самој обали Биоградског језера. Nови садржај националног Парка је туристички воз, који је планиран да у потпуности измести возила из срца прашумског резервата и обала Биоградског језера. Смештај је, осим у шаторима, на местима одређеним за камповање, могућ и у десетак брвнара саграђених изнад језера.
Године 2018. у Националном парку Биоградска гора забележена је посета 60.000 туриста. Најчешћи посетиоци су из Црне Горе, Србије, Русије, Украјине, Немачке, Француске и Енглеске.

### Зимски туризам
Многи посетиоци проводе зимски одмор на скијалишту Језерине које се налази на северној страни Бјеласице и отвара се крајем новембра. Школа скијања и сноубординга доступна је за све оне који су нови на падинама. Једним од ски лифтова овог скијалишта могуће је доћи до једног од врхова Бјеласице, одакле се пружа величанствен поглед на цео Парк. У близини Биоградске горе налази се и Ски центар Бјеласица.

### Спортско-рекреативни и едукативни садржаји
Понуда активности је богата. У Националном парку могу се изнајмити кајаци, чамци и бицикли. Такође је дозвољено и спортско пецање.
Љубитељи истраживања и планинарења могу уживати у неколико стандардно обележених пешачких стаза које воде ка упознавању планине Бјеласице. По категоризацији степена захтевности то су углавном средње тешке стазе, просечне дужине 12 км. Свака стаза води до највиших кота и језера (Црна глава, Зекова глава, Троглава, Пешића језеро, Шишко језеро и Урсуловачко језеро). Један дио најпознатије означене планинске трансверзале ЦТ-1 (Црногорска трансверзала 1), одређене 1987 године, укупне дужине 120 км, такође прелази преко ових пространстава. Преко Бјеласице прелази део ове трансверзале и омогућава незаборавно пешачење и планинарење – планинарска стаза 1: Мојковац (812 м) – Брсково (1,433м) – Бјелогривац (1,970 м) – Велико Шишко језеро (1,660 м) – Велико Урсуловачко језеро (1,902 м) – врх Црна Глава (2,139 м).
- Планинска стаза Бјелојевића ријека - Ланиста - Јарчеве стране - Катуни Биоградско језеро - Бендовац - Долово - Сватовско гробље - Јусин бријег - Провалија -кота 2019 - Црна глава - Пешића језеро - Јеловица: дужина стазе 35 км, средње тешка, време пролаза 8 сати,
- Планинска стаза Шишка - катун Шишка - Урсуловац - Црна глава - Зекова глава - катун Врањак: дужина стазе 18 км, средње тешка, време пролаза 3,5 сата,
- Планинска стаза Колашин - Баковица клисура - Требаљево - Голес - Равни јељак - Биоградска гора - Биоградско језеро - Краљево коло: дужина стазе 7 км, средње тешка, време пролаза 3 сата,
- Планинска стаза Колашин - Басање брдо - Мелаја - Лица - Кордељ - Јагњачар - Јагњачарска бара - Савина бара - кота 2077 - Црна глава: дужина стазе 12 км, средње тешка, време пролаза 3 сата.

Целим ободом Биоградског језера пружа се изузетно лепо сређена и обележена едукативна стаза у дужини од 3,4 километра, намењена свим узрастима. Спада у категорију лаких стаза и подељена је у три велике целине – пролази кроз четинарску, листопадну шуму и кроз делту. Уређена је и опремљена сеницама, клупама за одмор и кантама за отпатке. Планирани пролазак стазе је најмање 45 минута. Стаза са пуним правом носи епитет „едукативна”, јер кроз 6 креативно осмишљених интерактивних пунктова пружа информације о флори и фауни овог подручја. Сама природна атрактивност стазе, са добрим интерпретацијским садржајем представља једну од главних атракција Парка. На овој стази деца и остали почетници имају прилику да науче нешто о биљном и животињском свету, али и њиховим односима - како одјекују разне врсте дрвећа, како изгледа животни циклус у шуми, колико су висока и дебела поједина стабла и многе друге занимљивости. На ушћу Биоградске ријеке у језеро водоток је премошћен дрвеним мостом.
- Ендемичне врсте Биоградске горе
- дрвени чамци на језеру
- планинарске стазе
- едукативна табла - животиње
- детаљ табле
- едукативна табла - мрестилиште
- лековите биљке Биоградске горе

### Културно-историјски садржаји
Историја је на овим просторима оставила дубоке трагове. Културно-историјска наслеђа националног парка чине археолошки локалитети, сакрални споменици и народно градитељство (катуни, савардаци, брвнаре, воденице). Бројни аутохтони објекти народне архитектуре у селима и катунима, куће, брвнаре, куле, воденице, расути су по ободу прашумског резервата планине Бјеласице.
На ободу Парка налази се манастир Морача, саграђен у 13. веку. Фреске на зидовима манастира потичу из 13, 16. и 18. века, а у манастиру се чувају и неке од најзначајнијих икона у Црној Гори.

### Гастрономија
Традиционална јела планинских предела Бјеласице и Сињајевине условљена су богатством пашњака, тако да основу трпезе чине млечни производи и месо. Специјалитети кухиње овог подручја су качамак и цицвара, као и јагњетина, кувана и печена под сачем, кисело млеко, кајмак и сир. Шуме су препуне плодова који се користе и у припреми различитих специјалитета.

### Туристичке манифестације
У околини Парка током зиме се одржавају занимљиве манифестације забавног, спортског и културног карактера.
- „Врела зима у брдима” је забавно-спортско-културна манифестација која се одржава на Жабљаку, у Колашину, Никшићу, Беранама, Бијелом Пољу и Рожајама.
- „Црногорски ски фест” је манифестација која се дешава Колашину, у организацији Ски Центра Бјеласица.[6]

## Легенде и веровања
Постоји веровање да су се виле, заштитнице воде и природе, састајале на најплићем делу језера, где су играле вилинско коло. Својом лепотом и грациозношћу опијале су сав живи свет који би се нашао у њиховој близини.
На месту данашњег језера некада је било плодно поље које су обрађивала два брата. Жито које би браћа добијала после жетве делили су у слози, све до једне јесени када се браћа посвађаше око поделе жита. У нападу беса млађи брат убије старијег, а мајка скрхана болом прокуне млађег сина и од јачине њене клетве проломи се тло на ком су браћа скупљала жито. По легенди, на том месту је настало данашње Биоградско језеро.

## Занимљивости
На Биоградској гори су се својевремено одмарали председник СФРЈ Јосип Броз Тито, холивудска глумица Софија Лорен, а пре неколико година се њеним стазама бициклом провозао и глумац Харисон Форд.